# Stanisław Kozyr-Kowalski
Stanisław Kozyr-Kowalski (ur. 9 listopada 1936 w Zdołbicy, zm. 1 lutego 2004 w Poznaniu) – profesor zwyczajny nauk humanistycznych, nauczyciel akademicki Uniwersytetu im. A. Mickiewicza w Poznaniu, kierownik Zakładu Socjologii Teoretycznej i Klasycznej Instytutu Socjologii.

## Życiorys
Absolwent Wydziału Filozofii Uniwersytetu Warszawskiego (1960). Doktorat pt. Socjologia religii Maxa Webera jako pozytywna krytyka materializmu historycznego, przygotowany pod kierunkiem Tadeusza Szczurkiewicza, obronił na Uniwersytecie Mikołaja Kopernika w Toruniu w 1965, a habilitację na podstawie pracy Miejsce wartości w poznaniu humanistycznym w ujęciu Maxa Webera i Karola Marksa. Studium z socjologii wiedzy uzyskał tamże w 1968. Profesor nadzwyczajny od 1974, zwyczajny od 1979.
Przedmiotem jego zainteresowań badawczych była socjologia teoretyczna, socjologia gospodarki i zróżnicowania społecznego, socjologia wiedzy. Myśli klasyków socjologii i filozofii nowoczesnej, dorobek i pomysły teoretyczne: G.W.F Hegla, E. Durkheima, K. Marksa, V. Pareta, M. Webera, A. Marshalla, A. Tocqueville’a, F. Tönniesa, M. Schelera i F. Znanieckiego były dla niego zasadniczymi źródłami inspiracji teoretycznej.
Zdaniem Jerzego Szackiego (1982), był najlepszym polskim znawcą twórczości Maxa Webera i autorem dwóch najlepszych polskich prac o Weberze.
Jest autorem wypracowywanej od lat sześćdziesiątych ekonomiczno-socjologicznej teorii własności. Był zwolennikiem klasowo-stanowej analizy struktury społecznej. Zdaniem Władysława Markiewicza, zajmował się własnością w sposób unikalny w skali nauki światowej.
Wśród wypromowanych przez niego doktorów znaleźli się: Izabela Eph'al-Jaruzelska (1987), Andrzej Przymeński (1990), Przemysław Wechta (2002), Kamil Kaczmarek (2003), Sławomir Banaszak (2003).
Członek PZPR w latach 1956–1990. W okresie 1962–1968 lektor KC PZPR, w okresie 1968–1970 członek Komisji Filozofii Wydziału Nauki KC PZPR.
Odznaczony Krzyżem Kawalerskim Orderu Odrodzenia Polski i Medalem Komisji Edukacji Narodowej. W 1979 otrzymał nagroda Trybuny Ludu .
Pochowany na cmentarzu Miłostowo w Poznaniu.

## Najważniejsze publikacje książkowe
- 2005, Uniwersytet a rynek, Poznań: Wydawnictwo Naukowe UAM.
- 2000, Socjologia, społeczeństwo obywatelskie i państwo, Poznań: Wydawnictwo Naukowe UAM. (przeczytaj recenzję )
- 1993, Ownership and Society, Poznań: Nakom (współautorzy: Andrzej Przestalski, Jacek Tittenbrun).
- 1988, Struktura gospodarcza i formacja społeczeństwa, Warszawa: KiW.
- 1979, Klasy i stany. Max Weber a współczesne teorie stratyfikacji społecznej, Warszawa: PWN.
- 1977, Własność: gospodarka a prawo. Studia o marksistowskiej teorii własności, Warszawa: PWN (praca zbiorowa pod redakcją).
- 1972, Dialektyka a społeczeństwo. Wstęp do materializmu historycznego, Warszawa: PWN (współautor – Jarosław Ładosz).
- 1967, Max Weber a Karol Marks. Socjologia Maxa Webera jako „pozytywna krytyka materializmu historycznego”, Warszawa: KiW
- 1966, Spór o religię pierwotną, Warszawa: ISKRY.